# Ayumi Hamasaki
Ayumi Hamasaki (jap. 浜崎あゆみ Hamasaki Ayumi), (Fukuoka, 2. listopada 1978.), japanska pop pjevačica.
Jedna je od najpopularnijih i komercijalno najuspješnijih pop pjevačica ikada u Japanu. Od prvog singla "Poker Face", prodala je više od 53 milijuna nosača zvuka u Japanu, i oko 80 milijuna u Aziji. Do sada je izdala 17 albuma, šest mini albuma i 56 singla. Po prodaji je treća u povijesti Japana.

## Diskografija

### Albumi
- 1995. - Nothing from Nothing
- 1999. - A Song for XX
- 1999. - Loveppears
- 2000. - Duty
- 2002. - I am...
- 2002. - Rainbow
- 2003. - Memorial address
- 2004. - My Story
- 2006. - (miss)understood
- 2006. - Secret
- 2008. - GUILTY
- 2009. - NEXT LEVEL
- 2010. - Rock 'n' Roll Circus
- 2010. - Love Songs
- 2011. - Five
- 2012. - Party Queen
- 2012. - Love
- 2012. - Again
- 2013. - Love Again
- 2014. - Colours
- 2015. - A One
- 2015. - Sixxxxxx
- 2016. - M(a)de in Japan

### Kompilacije
- 2001. - A Best
- 2003. - A Ballads
- 2007. - A Best 2 -Black-
- 2007. - A Best 2 -White-
- 2008. - A Complete:All Singles
- 2012. - A Summer Best
- 2014. - Countdown Live 2013–2014 A Vol. 1
- 2014. - Countdown Live 2013–2014 A Vol. 2
- 2014. - Winter Ballad Selection

### Singlovi
1. "Nothing from nothing"
2. "Poker face"
3. "YOU"
4. "Trust"
5. "For my dear"
6. "Depend on you"
7. "Whatever"
8. "LOVE ~Destiny~"
9. "TO BE"
10. "Boys & Girls"
11. "A"
12. "Appears"
13. "Kanariya"
14. "Fly high"
15. "Vogue"
16. "Far away"
17. "SEASONS"
18. "SURREAL"
19. "AUDIENCE"
20. "M"
21. "Evolution"
22. "NEVER EVER"
23. "Endless sorrow"
24. "UNITE!"
25. "Dearest"
26. "A Song is Born"
27. "Daybreak"
28. "Free & easy"
29. "H"
30. "Voyage"
31. "Forgiveness"
32. "No way to say"
33. "Moments"
34. "INSPIRE"
35. "CAROLS"
36. "STEP you/is this LOVE?"
37. "Fairyland"
38. "HEAVEN"
39. "Bold & delicious/Pride"
40. "Startin/Born to be..."
41. "BLUE BIRD"
42. "Glitter/Fated"
43. "Talkin'2 Myself"
44. "Together When..."
45. "Mirrocle World"
46. "Days/GREEN"
47. "Rule/Sparkle"
48. "Sunrise/Sunset (Love Is All)"
49. "You Were.../Ballad"
50. "Moon/Blossom"
51. "Crossroad"
52. "L"
53. "Feel the love/Merry-go-round"
54. "Terminal"
55. "Zutto.../Last minute/Walk"